# Одинцов, Александр Сергеевич
Александр Сергеевич Одинцов (род. 30 апреля 1994 года, Саров) — российский батутист (двойной минитрамп). Чемпион мира 2015 года в командном зачёте. Чемпион мира 2017 года в командном зачёте и бронзовый призёр в личном зачёте (двойной минитрамп). Серебряный призёр чемпионата Европы 2016 года в личном зачёте. Абсолютный чемпион Европы 2021 года. Член сборной России по прыжкам на батуте. Мастер спорта России международного класса (2011).  Заслуженный мастер спорта России.

## Биография
Родился 30 апреля 1994 года в российском городе Саров.
В 2001 году начал обучение в Муниципальном бюджетном общеобразовательном учреждении школа №14.

### Образование
Закончил в 2017 году Астраханский государственный университет, по направлению педагогическое образование - по программе «Бакалавриата».
В 2019 году прошел профессиональную переподготовку в Астраханском государственном университете по программе Управление в области физической культуры и спорта.
Александр, в 2021 году окончил магистратуру в том же университете. Направленность образовательной программы: "Теория физической культуры и технологии физического воспитания".

### Спортивная карьера
Начал заниматься прыжками на батуте в 1999 году в Сарове тренировался в отделении прыжков на батуте Муниципального бюджетного учреждения дополнительного образования "Детско-юношеская спортивная школа «Икар». Первый тренер был Абакаров Александр Каранаевич. В 2010 году переехал в город Астрахань и начал тренироваться у Заслуженного тренера России у Марченко Сергея Яковлевич в СДЮСШОР № 1 г. Астрахани.
| год  | место  | соревнования      | Участие                       | страна                  |
| ---- | ------ | ----------------- | ----------------------------- | ----------------------- |
| 2008 | золото | Первенство Европы | Командный зачет               | Дания                   |
| 2009 | золото | Первенство Мира   | Личный зачет                  | Россия, Санкт-Петербург |
| 2010 | золото | Первенство Европы | Командный зачет, Личный зачет | Болгария                |
| 2010 | золото | Первенство Мира   | Личный зачет                  | Франция                 |

- В 2008 г. присвоено звание — Мастер спорта России.

- В 2011 г. присвоено звание — Мастер спорта международного класса.

- В 2021 г. присвоено почетное спортивное звание "Заслуженный мастер спорта России".

### Общественная деятельность
Одинцов Александр был 2016 году награждён медалью ордена "За заслуги перед Астраханской областью". 

## Личная жизнь
Жена - Одинцова (- девичья Шевченко) Мария Олеговна, президент Астраханской региональной физкультурно-спортивной общественной организации " Федерация Роуп скиппинга".
С 22 сентября 2017 года женат на Марии ,две дочери: Елизавета (род. 7 мая 2019  года) и Анфиса (род. 2 июля 2024 года)